# Francis Blake
Francis Blake, född 1850 i Needham, Massachusetts, USA, död 20 januari 1913 i Boston, Massachusetts, var en amerikansk uppfinnare. 
Blake var direktör för American telepone and telegraph co., och uppfinnare av bland annat Blakes mikrofon 1877 och Blakeska telefonapparaten 1878. Hans telefonmodell var mycket spridd i USA och Storbritannien och användes även i Sverige på 1880- och 1890-talen.

## Biografi
Blake var son till Caroline Burling (Trumbull) och Francis Blake, sr. Han arbetade på USA:s kustbevakning från tonåren till tidig vuxen ålder (1866-1878). Han var fysiker men också amatörfotograf.
År 1877 uppfann Blake en kolmikrofon för användning i telefonen och patenterade den innan Thomas Edison uppfann en liknande mikrofon, som också använde kolkontakter. Blake använde en kolknappskonstruktion som ursprungligen inte skulle gå att hålla i stabil justering, men med senare förbättringar visade sig fungera. Alexander Graham Bell anlitade Blake och fick honom att arbeta med Emile Berliner som också uppfann en kolmikrofon. Den förbättrade Berliner-Blake-mikrofonen var standard hos Bell-företaget under många år.
År 1874 gifte sig Blake med Elizabeth Livermore Hubbard (1849 -1941) vars far tillhandahöll mark i Weston, på vilken Blake planerade och byggde ett anpassat hus där han genomförde sina elektriska experiment. De hade två barn: Agnes (Blake) Fitzgerald (f. 1876) och Benjamin Sewall Blake (f. 1877).
Blake valdes till medlem i American Antiquarian Society år 1900.

## Patent
- Kanadensiskt patentet 10021 för telefonsändare, beviljat 28 maj 1879, ogiltigt den 3 mars 1887 på grund av brister i tillverkningen av telefondelar i Kanada.
- USA-patent beviljat 1881